# Ofensywa Kiereńskiego

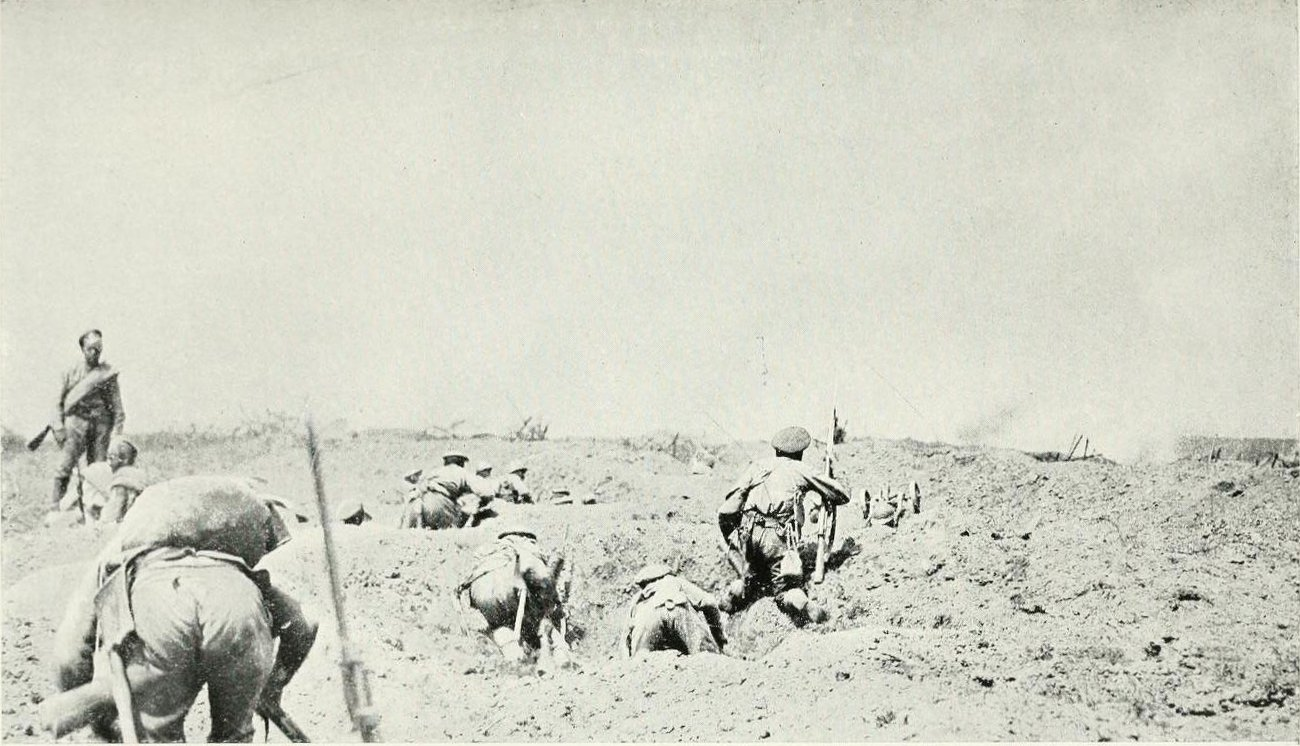
Atak 47 Pułku Strzelców Syberyjskich podczas ofensywy Kiereńskiego

Ofensywa Kiereńskiego (ros. Наступление Керенского), nazywana również ofensywą czerwcową, ofensywą lipcową lub ofensywą galicyjską – ostatnia wielka ofensywa wojsk rosyjskich przeciw Niemcom i Austro-Węgrom w czasie I wojny światowej. Miała miejsce od 1 do 19 lipca 1917 na terenie Galicji.
Wojskami rosyjskimi (7, 8 i 11 Armia) dowodził generał Aleksiej Brusiłow, natomiast wojskami państw centralnych (Armia Południowa, 3 i 7 Armia Austro-Węgier) generałowie Max Hoffmann i Felix von Bothmer.
Nazwa operacji pochodzi od nazwiska ówczesnego ministra sprawiedliwości i wojny rosyjskiego Rządu Tymczasowego, a od 21 lipca premiera – Aleksandra Kiereńskiego.

## Sytuacja przed ofensywą
8 marca 1917 wybuchła w Rosji rewolucja lutowa. 15 marca abdykował car Mikołaj II Romanow. W wyniku rewolucji powstał Rząd Tymczasowy Rosji.
Główną rolę w ofensywie miały odegrać wojska Frontu Południowo-Zachodniego pod dowództwem generała Aleksieja Gutora (a potem Ławra Korniłowa). Armie 7 i 11 miały atakować w kierunku Lwowa, a 8 Armia w kierunku Kałusza i Bolechowa. Armie frontów Północnego, Zachodniego i Rumuńskiego miały wykonać w tym czasie uderzenia wspomagające.

## Ofensywa
Ofensywa rozpoczęła się 29 czerwca artyleryjskim ostrzałem pozycji wojsk austro-węgierskich. 1 lipca ruszyło natarcie 7 i 11 Armii na Lwów z kierunku Złoczowa i Brzeżan. Przez pierwsze dwa dni wojska rosyjskie osiągnęły sukces taktyczny, zdobywając trzy linie okopów austro-węgierskich.
6 lipca ruszyło opóźnione natarcie 8 Armii pod dowództwem generała Korniłowa w kierunku Halicz-Stanisławów, przerywając linie przeciwnika. Zostały zajęte Halicz, Stanisławów i Kałusz, a 13 lipca wojska rosyjskie doszły na linię rzeki Łomnica.
Dowództwo niemieckie zareagowało bardzo szybko, wzmacniając wojska austro-węgierskie jednostkami niemieckimi, i 19 lipca wyprowadziło kontruderzenie z rejonu Złoczowa w kierunku Tarnopola, na prawe skrzydło Frontu Południowo-Zachodniego. 20 lipca w rejonie działania 11 Armii front został przerwany, co spowodowało również wycofanie się 7 i 8 Armii.
23 lipca wojska rosyjskie zostały odrzucone na linię Brody-Zbaraż-Zbrucz, czyli prawie o 250 kilometrów. Ich straty wyniosły prawie 400 tysięcy zabitych, rannych i wziętych do niewoli. Straty wojsk państw centralnych wyniosły około 60 tysięcy żołnierzy.

## Skutki
Ze względu na niskie morale wojsk i słabe wyposażenie ofensywa szybko się załamała. Po niepowodzeniu operacji 21 lipca 1917 generał Gutor został usunięty ze stanowiska dowódcy Frontu Południowo-Zachodniego przez generała Korniłowa, który już 18 lipca został mianowany głównodowodzącym armii rosyjskiej na miejsce generała Brusiłowa. 21 lipca książę Gieorgij Lwow ustąpił ze stanowiska premiera, na którym zastąpił go Aleksander Kiereński.
Klęska wojsk rosyjskich wywołała liczne strajki i demonstracje w Rosji, nazywane wydarzeniami lipcowymi. Ułatwiło to późniejsze zdobycie władzy przez bolszewików.